# Ошибка Мэйбл
«Ошибка Мэйбл» (англ. Mabel's Blunder) — американский короткометражный комедийный фильм Мэйбл Норманд.

## Сюжет
Мэйбл вышла замуж за сына своего босса, Гарри. Её босс, в свою очередь, так же в неё влюблён, в результате чего с героями случается множество забавных ситуаций.

## В ролях
| Актёр             | Роль         |
| ----------------- | ------------ |
| Мэйбл Норманд     | Мэйбл        |
| Гарри Маккой      | Гарри        |
| Чарли Чейз        | Билли Бронкс |
| Чарльз Беннетт    | босс         |
| Уоллес МакДональд |              |
| Эдвард Ф. Клайн   |              |
| Эл Сент-Джон      | брат Мэйбл   |